# تطور الذكاء عند الإنسان

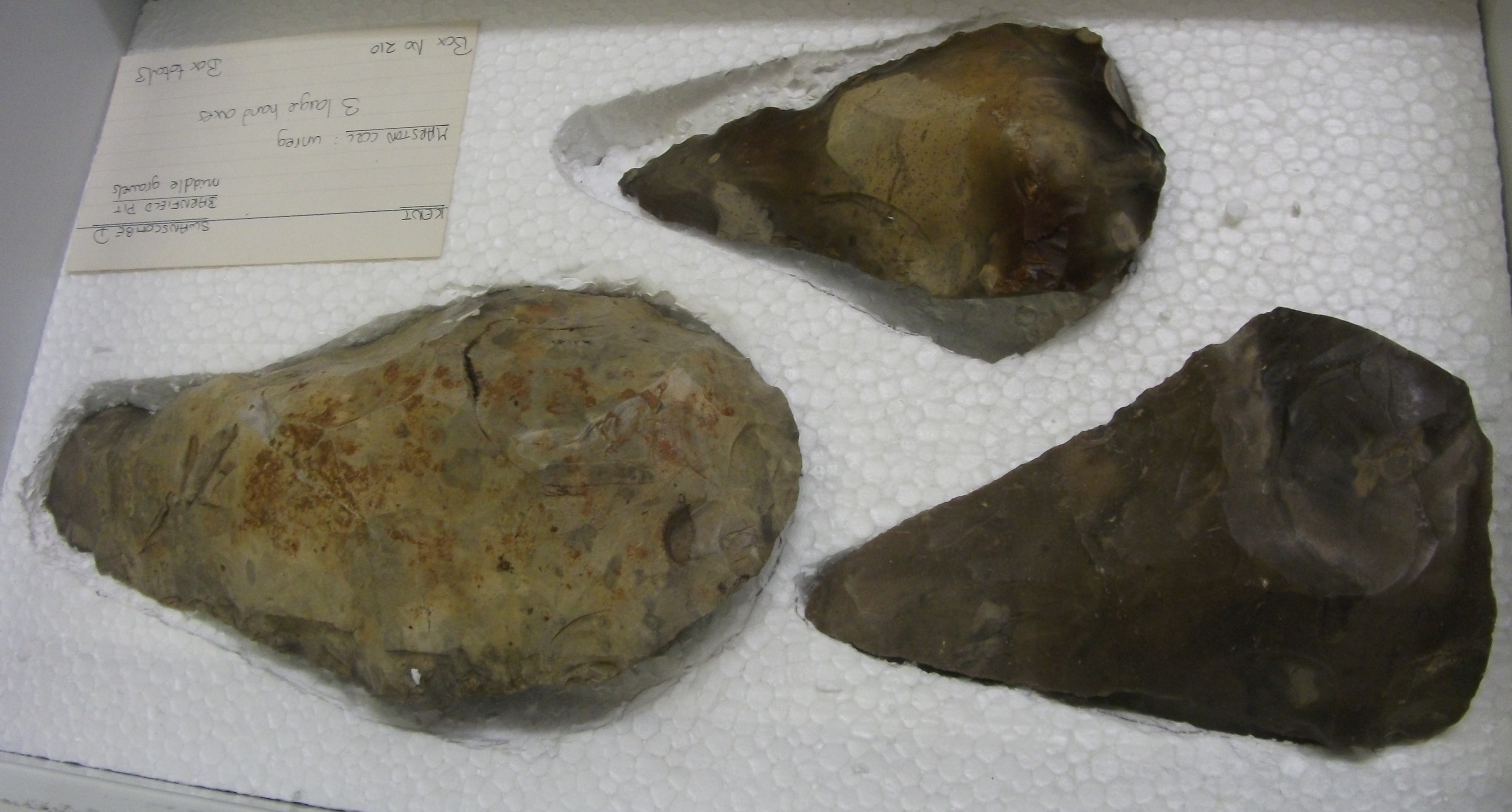
فئوس يدوية اكتشفت في سوانسكومب موجودة في المتحف البريطاني تعود إلى إنسان سوانسكومب الذي يقدر عمره ب200,000 إلى 300,000 سنة.

تطور ذكاء الإنسان هو مصطلح يشير إلى مجموعة نظريات حاولت شرح طريقة تطور ذكاء الإنسان. هذه النظريات مرتبطة بدرجة كبيرة بتطور مخ الإنسان وأصول لغة البشر.
يمتد الخط الزمني لتطور الإنسان لحوالي 7 ملايين سنة، من تشعب جنس البان إلى ظهور الحداثة السلوكية منذ 50.000 سنة. أول 3 ملايين سنة من الخط الزمني يدرس نوع إنسان ساحل التشادي والمليوني سنة التي تليها يدرس نوع أسترالوبيثكس والمليوني سنة الأخيرتين يدرس نوع الإنسان (العصر الحجري القديم).
تظهر العديد من صفات ذكاء الإنسان (مثل التعاطف ونظرية العقل والحداد والطقوس واستخدام الرموز والأدوات) لدى القردة العليا لكن بمستوى أقل من الإنسان.

## تاريخ

### القردة العليا

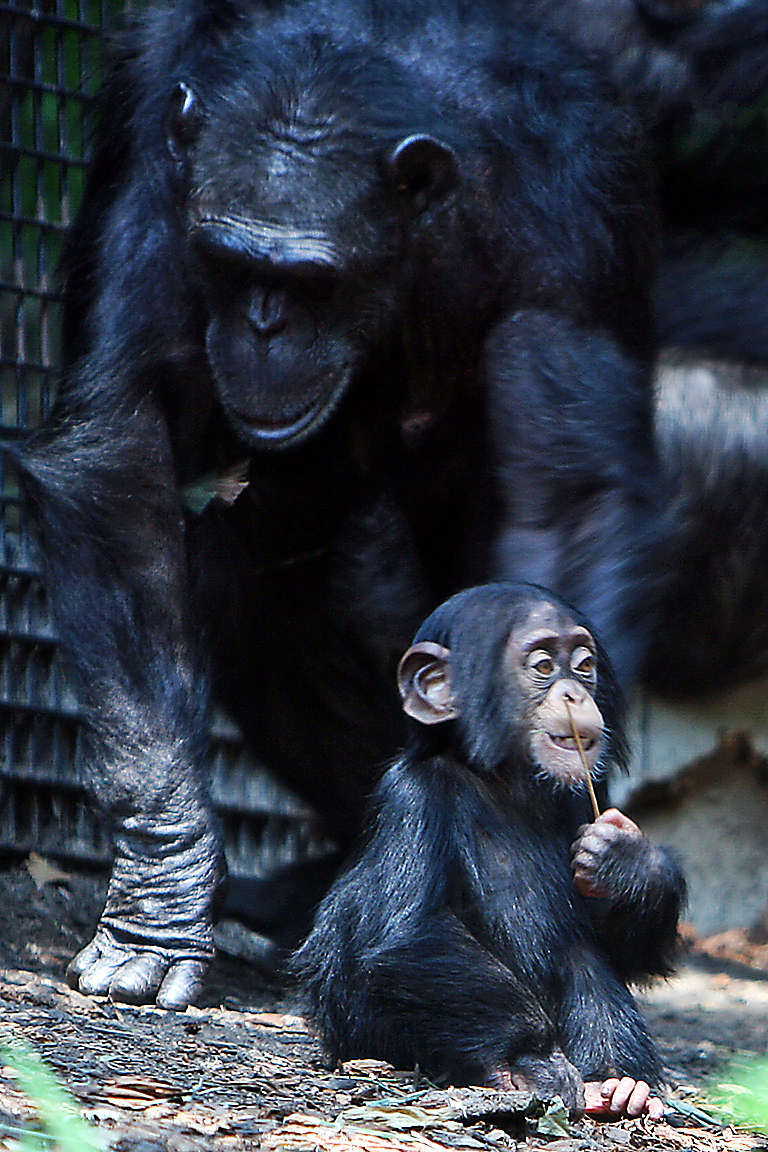
أم وطفل شمبانزي

تظهر القردة العليا قدرة كبير على الاستعراف والتعاطف. تصنع الشمبانزيات الأدوات ويستخدمها للحصول على الطعام والسلوكيات التعبيرية الاجتماعية. ولديهم ستراتيجيات صيد متطورة، ولديهم وعي وقدرة على التلاعب والخداع، يمكنهم تعلم استخدام الرموز وفهم جوانب لغة الإنسان ويتضمن ذلك تركيب الجمل، والاعداد، والتسلسل الرقمي.
تفوقت الشمبانزيات في دراسة على الطلاب البشر الجامعيين في اختبار تذكر أرقام. تم تفنيد هذا الادعاء في دراسة لاحقة بعد أن عُرِف ان الشمبانزيات قد تلقت تدريبات على الاختبار بينما تم تقييم الطلاب في أول محاولة. وعندما تم إعطاء مهلة للأشخاص البشريين موضع البحث للتدرب تفوقوا بشكل ملحوظ على الشمبانزيات. الشمبانزيات قادرات على التعاطف، ولوحظوا وهن يطعمن السلاحف في البرية وأظهرن فضول في الحياة البرية (مثل ثعابين البايثون).

### تحت فصيلة الإنسانيات
منذ حوالي عشرة ملايين سنة دخل مناخ الأرض مرحلة برودة وجفاف والتي وصلت في النهاية إلى بداية العصر الجليدي حوالي منذ 2.6 مليون سنة. وكان من نتائج هذا تحول الغابة الاستوائية الموجودة بشمال أفريقيا إلى مراعي ومن ثم التصحر وحل محلها الصحراء الغربية. أجبر هذا الحيوانات التي تسكن الأشجار على التكيف على البيئة الجديدة أو ان تنتهي حياتها. ولأن البيئة قد تغيرت من غابات متصلة إلى غابات منفصلة تفصلها مراعي واسعة فتكيفت بعض الرئيسيات بشكل جزئي أو كلي على الحياة على الأرض وبالتالي تعرضوا إلى خطر الحيوانات المفترسة وخاصة القطط الكبيرة والتي كانوا في مأمن منها من قبل.
بعض من الهومينينا (أوسترالوبيثين) تكيفوا مع هذا التحدي بالاعتماد على المشي على قدمين عن طريق المشي بواسطة الأرجل الخلفية. أعطاهم ذلك ارتفاع أكبر لأعينهم وعظّم قدرتهم على رؤية الخطر عندما يقترب منهم فيتجنبونه. وأيضاً حرر ذلك الأرجل الأمامية (الذراعين) من مهمة المشي وسمح لليدين بأن يكونا متاحين لمهمات أخرى مثل جمع الغذاء. طوّرت الرئيسيات التي تمشي على قدمين استخدام اليدين إلى حد ما، مما جعلهم قادرين على التقاط العصي، العظام، والأحجار واستخدامهم كأسلحة أو أدوات لمهمات كقتل حيوانات أصغر أو تقشير البندق أو تقطيع الجيفة.
منذ حوالي 5 ملايين سنة بدأ مخ أشباه البشر يتطور سريعا في كل من الحجم واختلاف الوظائف.
هناك زيادة تدريجية في حجم المخ كلما تقدمنا في الخط الزمني لتطور الإنسان والتي تبدأ من حوالي 600 سم3 في الإنسان الماهر حتى 1500سم3 في إنسان نياندرتال. هناك ارتباط بين حجم المخ والذكاء بشكل عام.

### هومو
ظهر الإنسان الماهر في شرق أفريقيا منذ 2.4 مليون سنة وهو أول أنواع الإنسان المعروفة وأول من استخدم الأدوات الحجرية.
منح استخدام الأدوات ميزة تطورية حاسمة وتطلب مخ أكبر وأكثر تعقيدا لتناسب حركات اليد الدقيقة التي تحتاجها هذه المهمة. خلق تطور حجم المخ مشكلة للإنسان المبكر. تطلب المخ الأكبر جمجمة أكبر وبالتالي تطلب أن يكون لدى الإناث قناة ولادة أوسع ليمر المولود الجديد برأسه الكبيرة من خلالها. الاتساع الكبير كان سوف يجعل الحوض عريض جدا مما يُفقد القدرة على الجري (وهو ما كان مهارة مهمة في عالم مليء بالمخاطر منذ مليوني سنة).
وكان حل هذه المشكلة هو ان تتم الولادة في مرحلة مبكرة من تطور الجنين قبل أن يتضخم حجم الرأس حتى يتمكن من المرور خلال قناة الولادة. مكن هذا التكيف العقل البشري من أن يكبر حجمه لكنه فرض نظام جديد. أدت رعاية الرضع إلى فترات طويلة اجبرت الإنسان على ان يكون اقل تنقلا. زادت فترة بقاء المجموعات في مكان واحد لفترات طويلة حتى تتمكن الإناث من أن ترعى رضيعها بينما يصطاد الذكور الطعام ويتقاتل مع مجموعات أخرى في منافسة على مصادر الطعام. ونتيجة لذلك أصبح الإنسان أكثر اعتمادا على صنع الأدوات في تصارعه مع الحيوانات الأخرى والبشر الاخرين، واقل اعتمادا على حجم الجسم والقوة.
استعمر إنسان نياندرتال الشرق الأوسط وأوروبا منذ حوالي 200.000 سنة بعدها انقرض متبعا بظهور الإنسان الحديث في المنظقة قبل 40.000 سنة.

### الإنسان العاقل

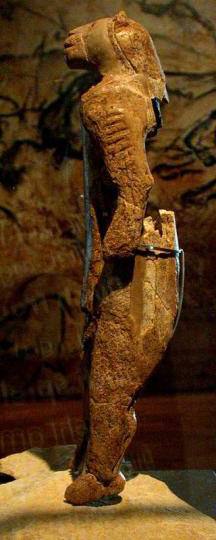
"الإنسان الأسد" الذي وجد في كهف هوهلينستين ستاديل بجبل سوامبيان الب بألمانيا وقدر عمره ب32.000 سنة، تعود إلى الحضارة الأورغنية وهو أقدم تجسيم لحيوان في العالم

ظهر الإنسان العاقل لأول مرة في شرق أفريقيا قبل حوالي 200.000. من غير الواضح إلى أي مرحلة وصل إليها هذا الإنسان المبكر في تطوير اللغة والموسيقى والدين الخ. انتشروا خلال أفريقيا كلها في ال50.000 سنة التي تلتها.
وفقا لمؤيدي نظرية كارثة توبا شهدت مناطق الكوكب غير الاستوائية تجمد مفاجئ منذ 70.000 سنة بسبب انفجار ضخم لبركان توبا الذي ملأ الغلاف الجوي بغبار بركاني لعدة سنوات مما خفض تعداد البشر إلى 10.000 زوج في أفريقيا الاستوائية ومن هناك جاء نسل الإنسان الحديث. ولأن الإنسان لم يكن مهيء للتعرض لتغير مناخي مفاجئ؛ فكان الناجون هم الذين يتمتعون بذكاء كاف لاختراع ادوات جديدة وطرق لحفظ الدفئ وايجاد مصادر جديدة للطعام (كالتكيف على الصيد من المحيط بالاعتماد على مهارات الصيد السابقة من البحيرات التي تجمدت).
قبل حوالي 80-100.000 سنة تشعب نسل الإنسان العاقل إلى ثلاثة أنسال:
- حاملي هابلوغروب الميتوكوندريال L1 (mtDNA) / A (Y-DNA) والذين استعمروا جنوب أفريقيا (أجداد عرق الخويزان/كابويد)
- حاملي هابلوغروب L2 (mtDNA) / B (Y-DNA) والذين استقروا في وسط وغرب أفريقيا (أجداد متحدثي اللغات النيجرية الكنغوية واللغات النيلية الصحراوية).
- حاملي هابلوغروب L3 بقوا في شرق أفريقيا.

حدثت الطفرة الكبرى والتي ادت إلى الحداثة السلوكية الكاملة بعد هذا التشعب. الزيادة السريعة في التعقيد في صناعة الأدوات وفي السلوك ظهرت منذ حوالي 80.000 سنة وبعدها بدأت الهجرة من أفريقيا في نهاية العصر الحجري القديم الوسيط منذ حوالي 60.000. ظهرت الحداثة السلوكية الكاملة مثل الرسم، الموسيقى، التزين، التجارة، التأبين، إلخ منذ 30.000 سنة. أقدم أمثلة على فن ما قبل التاريخ التي تعود إلى هذه الحقبة والحقبة الأورغنية والغرافيتية في أوروبا-ما قبل التاريخ، مثل التماثيل الفيونسية والرسم على جدران الكهوف (كهف شوفيه) وأفدم آلات موسيقية (الأنبوب العظمي الذي اكتشف في كهف غيسينكلوستيرل بألمانيا والذي يقدر عمره ب 36.000 سنة).

## نظريات

### فرضية العقل الاجتماعي
وقد طرحها روبن دونبار ويفترض فيها ان ذكاء الإنسان لم يتطور بالأساس كوسيلة لحل مشاكل بيئية لكن كوسيلة للنجاة والتكاثر في مجموعات اجتماعية كبيرة ومعقدة. بعض من السلوكيات المرتبطة بالعيش في مجموعات كبيرة تضمنت الإيثار المتبادل والخداع وتكوين التحالفات. ديناميكيات الجماعة تلك مرتبطة بنظرية العقل أو القدرة على فهم أفكار وتعبيرات الآخرين. بالرغم من ذلك يعترف دونبار في نفس الكتاب ان المجموعات في حد ذاتها لا تتسبب في تطور الذكاء (كما في الحيوان المجتر.)
يقول دونبار انه عند اتساع المجموعات الاجتماعية يزداد معه عدد العلاقات المختلفة في المجموعة. تعيش الشمبانزيات في مجموعات تتكون من 50 فرد بينما يكون البشر في دوائر اجتماعية تتكون من 150 فرد فيما يعرف الآن بعدد دونبار. وفقا فرضية العقل الاجتماعي؛ فإنه عندما بدأت القردة العليا العيش في مجموعات كبيرة أصبح هناك تفضيل للأكثر ذكاء في الانتخاب الطبيعي. استشهد دونبار بالعلاقة بين حجم القشرة المخية الجديدة وحجم الجماعة لثدييات مختلفة كدليل. لكن السرقاط لديه علاقات اجتماعية أكثر بكثير في حين ان مخهم صغير الحجم. هناك فرضية أخرى ان الذكاء هو ما يجعل العلافات الاجتماعية أكثر تعقيدا، لأن الافراد الاذكياء أكثر صعوبة في تعلم التعامل معهم.
هناك دراسات أيضا تظهر ان حتى عدد دونبار ليس الحد الأقصى لعدد العلاقات الاجتماعية للإنسان.

#### نقد الفرضية
تُظهر الدراسات التطورية لأحجام الدماغ عند الرئيسات أن بإمكان النظام الغذائي التنبؤ بحجم الدماغ، لكن السلوك الاجتماعي غير قادرٍ على إعطاء هذه الفكرة، خاصة عندما يُجرى تصحيحٌ للحالات التي يؤثر فيها النظام الغذائي على حجم الدماغ والسلوك الاجتماعي معاً. هناك بعض الاستثناءات التي تتعلق بالتنبؤات المأخوذة من فرضية العقل الاجتماعي –فلا تملك الفرضية نموذجاً تنبؤياً، وهذه التنبؤات الاستثنائية ناجحة لأنها استخلصت من النظام الغذائي، فقد يكون النظام مغذياً لكنه نادرٌ، أو قد يكون وفيراً لكنه فقيرٌ بالعناصر الغذائية.
هناك فرضية تدعي أن قدرة الدماغ هي التي تفرض الحد الأقصى لعدد العلاقات الاجتماعية، لكن هذه الفرضية تتعارض مع المحاكاة الحاسوبية والتي تُظهر أن ردود الفعل البسيطة وغير الذكية كافية لمحاكاة “سياسة القردة”. كما تملك بعض الحشرات الاجتماعية، مثل زنبور الورق، تسلسلاً هرمياً لكل فردٍ مكانةٌ فيه (على عكس القطيع الذي لا يملك بنية اجتماعية). وتحافظ هذه الحشرات على التسلسل الهرمي في مجموعات تتكون من نحو 80 فرداً، بالرغم من كون أدمغتها أصغر بكثير من تلك الموجودة لدى الثدييات.

### الاصطفاء الجنسي
وقد طرحها جيفري ميلر والتي تقول ان تطور ذكاء الإنسان لم يحدث بالضرورة بسبب الاحتياج لإصطياد الطعام للنجاة. ويقول ان مظاهر الذكاء كاللغة والموسيقى والفن لم تتطور بسبب قيمتها المنفعية لنجاة القردة العليا الأولين ولكن بالأحرى كان الذكاء مؤشرا للياقة. ربما قد تم اصطفاء القردة العليا لذكاء أكبر كدليل على جينات صحية، والنتيجة الايجابية للاصطفاء الجنسي ادت إلى حدوث تطور في ذكاء الإنسان في فترة قصيرة نسبيا.
يجب أن تفسر نظرية الاصطفاء الجنسي سبب ذكاء كلا من الجنسين، وأن الذكور فقط هم من لديهم سلوك الاستعراض. كما اعتبر أنه يمكن لنظرية الاصطفاء الجنسي ان تعمل على الذكور والإناث في الأنواع التي على الأقل أحادية الزواج جزئيا. في حالة الزواج الأحادي الكلي يكون هناك تزاوج متلائق للخلات الجنسية المصطفاة. هذا يعني أن الأفراج الأقل جاذبية سيتزاوجون من الأفراد الأقل جاذبية الأخرى. لو كانت الخلات الجذابة لها لياقة جيدة، فهذا يعني ان الاصطفاء الجنسي يزيد العبئ الجيني لنسل الأفراد غير الجذابين. بدون الاصطفاء الجنسي يمكن لفرد غير جذاب أن يجد زوج متفوق مع قليل من الطفرات الضارة وينجبا أطفالا أصحاء الذين سوف ينجوا على الأرجح. أما في الاصطفاء الجنسي يكون الفرد قادرا فقط على التزاوج من فرد أدنى الذي على الأرجح سوف يمرر طفرات ضارة كثيرة لنسلهما المشترك الذين لديهم فرصة أقل على النجاة.
أيضا اعتبر الاصطفاء الجنسي كتفسير مرجح لخلات أخرى لإناث البشر بالتحديد، كمثال فإن الأثداء والمؤخرات أكبر بكثير في نسبة حجم الجسم الكلي من مثيلاتها من الأنواع القريبة. غالبا ما يفترض أنه إذا كان الأثداء والمؤخرات ذات الأحجام الكبيرة كانت ضرورية من أجل وظائف كإرضاع الصغار، فإنه كان يجب أن توجد في أنواع أخرى. نمو عقول البشر بحاجة إلى تغذية أكبر من عقول الأنواع الأخرى. كما أن ذكر الإنسان يجد أثداء أنثى الإنسان جذابة وفقا للاصطفاء الجنسي.
الاصطفاء الجنسي في الذكاء والقدرة على التحكيم يمكن أن يعمل على مؤشرات النجاح مثل مظاهر الثراء الواضحة (الماشية، والمزارع، والخدم، إلخ..). من الممكن أنه لكي تحكم الإناث على ذكاء الذكور فلابد أن تكون الإناث نفسها ذكية. هذا يمكن أن يفسر سبب أنه بالرغم من غياب الاختلافات الواضحة في الذكاء بين الإناث والذكور إلا أن هناك اختلافات واضحة بين نزعات الذكور والإناث لعرض ذكاءهم في صور متباهية.

## انخفاض النزعة العدوانية
هناك نظرية أخرى تحاول تفسير نمو وتطور الذكاء البشري، وهي نظرية العدوان المخفضة (وتعرف أيضاً باسم نظرية ترويض الذات). وفقاً لطريقة التفكير هذه، فانخفاض النزعة العدوانية هو السبب في تطور الذكاء المتقدم عند الإنسان العاقل. ويفصلنا هذا التغيير عن الأنواع الأخرى من القرود والرئيسيات، حيث نستطيع ملاحظة سلوكها العدواني بوضوح. كما أدى هذا الانخفاض في النهاية إلى تطوير سمات الإنسان الجوهرية كالتعاطف والإدراك الاجتماعي والثقافة.
حصلت هذه النظرية على دعمٍ قوي قدمته الدراسات المتعلقة بتدجين الحيوانات: حيث أدى التكاثر الانتقائي بهدف الترويض –في بضعة أجيال فقط –إلى ظهور قدرات “إنسانية” مثيرة للإعجاب. فعلى سبيل المثال، تُظهر الثعالب المروّضة أشكالاً متطورة من التواصل الاجتماعي (تتبّع إيماءات الإشارة) والسمات الفيزيائية الشكلية (كالوجه الطفولي والأذنين المرنتين)، وحتى الأشكال البدائية لنظرية العقل (البحث عن العين وتتبع النظر). تأتي الأدلة أيضاً من مجال علم الأخلاقيات، فوجد أن الحيوانات ذات الأسلوب اللطيف والمريح في التفاعل مع بعضها البعض –كقرد المكاك البربري والأورانجوتان والبونوبو –تتمتع بقدرات اجتماعية ومعرفية أكثر تقدماً من تلك الموجودة لدى الشمبانزي أو البابون، وهي حيوانات تتميز بعدوانية أكبر. لذا من المفترض أن هذه القدرات المتقدمة ناتجة عن اختيار الحيوانات تخفيض نزعتها العدوانية.
وعلى المستوى الميكانيكي، يُعتقد أن هذه التغييرات ناتجة عن التثبيط الممنهج للجهاز العصبي الودي (المسؤول عن ردود أفعال كالقتال، أو منعكسات كالطيران). لذا تُظهر الثعالب المروضة تقلصاً في حجم الغدة الكظرية، وانخفاضاً بنحو خمسة أضعاف في مستويات الكورتيزول القاعدية أو الناتجة عن التوتر على حد سواء. كما أظهرت الفئران المستأنسة والخنازير الغينية تقلصاً في حجم الغدة الكظرية وانخفاضاً في مستويات الكورتيكوستيرون في الدم.
يبدو وكأن استدامة المرحلة الطفولية عند الحيوانات المدجنة أو المستأنسة تثبط بشكل كبير نضج الغدة النخامية والكظرية والمهاد (أما في الحالة الطييعية، فتبقى هذه الغدد غير ناضجة لفترة قصيرة فقط، أي عندما تكون الحيوانات في مرحلة مبكرة من عمرها كالجراء والهرر الصغيرة). يفتح ذلك “نافذة اجتماعية أكبر” تساعد الحيوانات على تعلم التفاعل مع أصحابها والقائمين على رعايتها بطريقة مريحة.
يصاحب تثبيط فعالية الجهاز العصبي الودي زيادةً تعويضية في عددٍ من الأجهزة والأنظمة مقابلة. إن هذه الزيادة التعويضية غير محددة تماماً، لكن اقترح أنها تحدث في عددٍ من هذه “الأعضاء” كالجهاز نظير الودي بالمجمل، والباحة الحاجزية فوق اللوزة ونظام الأوكسيتوسين والأفيونيات باطنية المنشأ ومختلف أشكال الحركات الساكنة التي تتعارض مع منعكسات وأفعال لا إرداية كالقتال أو الطيران.

## نظرية التبادل الاجتماعي
تشير دراسات أخرى إلى أن التبادل الاجتماعي بين الأفراد هو تكيفٌ حيوي للعقل البشري، ونستطيع القول أن العقل البشري مزود بنظام معرفي عصبي متخصص في التفكير المنطقي بالتغيير الاجتماعي. فالتبادل الاجتماعي هو التكيف الحيوي الذي تطور في الأنواع الاجتماعية، وأصبح متخصصاً بشكل استثنائي لدى البشر. يتطور هذا التكيف عن طريق الانتقاء الطبيعي عندما يكون الطرفان قادرين على جعل أنفسهم أفضل حالاً من ذي قبل من خلال تبادل أشياء ذات قيمة كبيرة لدى الطرف الأول لكنها أقل قيمة لدى الطرف الآخر. ومع ذلك، سيضغط الانتقاء على التبادل الاجتماعي عندما يتلقى الطرفان منافع متبادلة لكل منهما. فإذا قام أحد الأطراف بخداع الطرف الآخر من خلال تلقي منفعة بينما تعرض الطرف الآخر للأذى، سيتوقف بالتالي الاختيار. فوجود المخادعين –أي أولئك الذين يفشلون في تحقيق فوائد عادلة –يهدد تطور التبادل.
باستخدام نظرية اللعبة التطورية، ثُبت أن عمليات التكيف من أجل التبادل الاجتماعي يمكن تمييزها وصيانتها بشكل ثابت عن طريق الانتقاء الطبيعي، فقط إن كانت تشمل مزايا قادرة على كشف المخادعين وتوجيه التبادلات المستقبلية إلى الأطراف العادلة والابتعاد عن الأطراف المخادعة. وبالتالي سيستخدم البشر العقود الاجتماعية لوضع المنافع والخسائر التي سيتلقاها كل طرف (فعلى سبيل المثال، إذا قبلت المنفعة “أ” مني، فعليك تلبية مطلبي “ب”).
طور البشر نظاماً متقدماً للكشف عن الخداع ومزوداً باستراتيجيات خاصة لحل الإشكالات، حيث تطورت هذه الاستراتيجيات نتيجة التعرف على الميزات المختلفة للمشكلات المتكررة. فاكتشاف الخداع في العقد الاجتماعي ليس كافٍ، بل على البشر معرفة إن تم انتهاك العقد عن قصد أم لا. لذا يكون هذا النظام متخصصاً بالكشف عن انتهاكات العقود التي تنطوي على الخداع المتعمد.
إن إحدى مشكلات الفرضية القائلة بأن العقوبة المحددة للخداع المتعمد قد تتداخل مع الذكاء، هي حقيقة أن العقوبة الانتقائية للأفراد ذوي الخصائص المعينة تُنتقى على أساس الخصائص المذكورة. فعلى سبيل المثال، إذا عُوقب الأفراد القادرون على تذكر ما وافقوا عليه عندما خرقوا اتفاقية ما، فسيكون اختيار التطور في هذه الحالة ضد القدرة على تذكر ما وافق عليه الشخص.

## الذكاء كعلامة مقاومة للأمراض
تشير دراسة أجريت عام 2008 إلى اختيار الذكاء البشري ضمن سياق الانتقاء الجنسي، كإشارة واضحة عن المقاومة الوراثية للطفيليات ومسببات الأمراض [40]. هناك ملايين الأشخاص الذين يعانون من ضعف إدراكي شديد بسبب عدوى فيروسية في مرحلة الطفولة، مثل التهاب السحايا، أو بسبب طلائعيات كالمتصورة أو المقوسة الغوندية (التوكسوبلازما)، أو بسبب الطفيليات الحيوانية مثل الديدان المعوية والبلهارسيا. وهناك المزيد من الأشخاص الذين يعانون من أضرار عقلية معتدلة، كعدم القدرة على إكمال المهام الصعبة، والتي لا تصنف ضمن “الأمراض” وفقاً للمعايير الطبية. إن المريض يُعتبر شريكاً غير كفءٍ وأدنى درجة عندما يتعلق الأمر بالانتقاء.
لذا تشارك الأمراض والإصابات الفيروسية الخطيرة والمنتشرة على نطاق واسع بشكل كبير في الانتقاء الطبيعي للقدرات الإدراكية. قد يعاني الأشخاص المصابون بالطفيليات بتلف في الدماغ وسلوك غير قادر على التكيف بشكل طبيعي، بالإضافة إلى عدة علامات مرضية واضحة. يمكن للناس الأكثر ذكاءً أن يتعلموا بمهارة التمييز بين المياه والغذاء الآمنين وغير الملوثين والأنواع الأخرى غير الآمنة، وتعلم كيفية التمييز بين المناطق التي ينتشر فيها البعوض وبين المناطق الآمنة. ويمكن للأشخاص الأكثر ذكاءً العثور على مصادر أغذية وبيئات معيشة آمنة وتطويرها بمهارة أكبر. إن أخذنا ذلك بعين الاعتبار، فإن تفضيل الشركاء الأكثر ذكاءً عند إنجاب الأطفال أو تربيهم يزيد من احتمال مقاومة أحفادهم للأمراض، وربما سيرثون أفضل الأليلات. لا يتعلق الأمر بمقاومة الجهاز المناعي للأمراض فقط، بل سيكون الأطفال أكثر ذكاءً وقدرة على تعلم المهارات التي ستقيهم من الأمراض أو تدفعهم لاختيار الأطعمة المغذية. عندما يبحث الناس عن شركاء بناءً على نجاحهم أو ثروتهم أو سمعتهم أو مظهر الجسم الخالي من الأمراض أو السمات النفسية مثل الإحسان أو الثقة، فالاختيار هنا هو الذكاء المتفوق والقادر على مقاومة الأمراض.